# 慕尼黑國家劇院

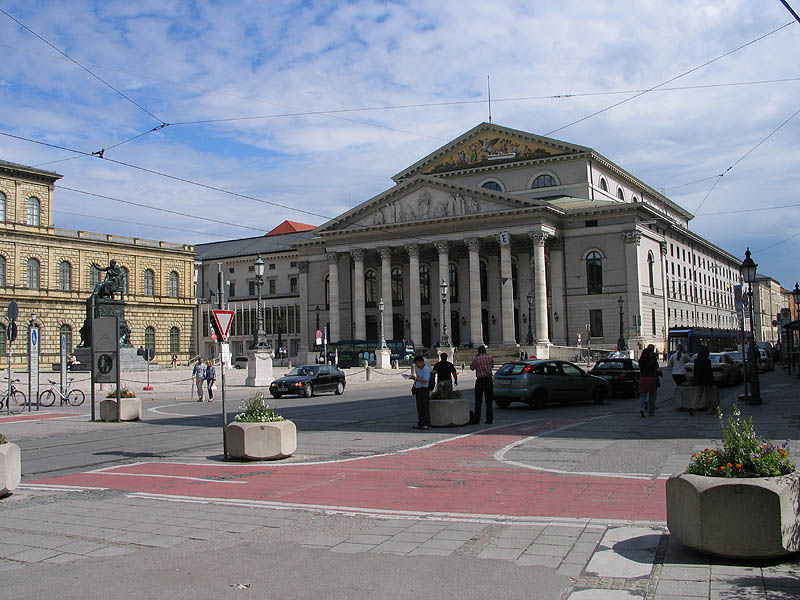
慕尼黑國家劇院

國家劇院（德語：Nationaltheater）是德國巴伐利亞州首府慕尼黑的一座建築，位於馬克斯·約瑟夫廣場。慕尼黑國家劇院也是巴伐利亞州立歌劇團、巴伐利亞州立交響樂團和巴伐利亞州立芭蕾舞團的主場演出場地。慕尼黑國家劇院開幕於1818年10月12日。現在的歌劇院修建於1963年，是第三代劇院。

## 外部連結
- 官方网站
- Bayerisches Staatsballett （页面存档备份，存于）

48°08′22″N 11°34′46″E / 48.13944°N 11.57944°E